# Knivsta (comuna)
Knivsta (em sueco: Knivsta kommun) é uma comuna da Suécia localizada no condado de Uppsala. Sua capital é a cidade de Knivsta. Possui 282 quilômetros quadrados e segundo censo de 2018, havia 18 720 habitantes. Está localizada a sul da comuna de Uppsala, estando a cidade de Knivsta a 20 km da cidade de Uppsala.                                                                                                                             

## Localidades principais
Localidades com mais população da comuna (2019):

- Knivsta - 8 280 habitantes
- Alsike - 5 001 habitantes